# Фотополімер
Фотополімер — формний матеріал привертає увагу простотою технології виготовлення друкарських форм та низькою трудомісткістю процесу.
Фотополімерні форми дозволяють відтворювати складні зображення з текстовими, штриховими та растровими елементами. Вони, у порівнянні з металевими формами, володіють більшою фарбовіддачею, що забезпечує отримання відбитків з підвищеною оптичною щільністю. Фотополімери — це високомолекулярні органічні речовини, молекули яких під дією світла при наявності ініціаторів «зшиваються» між собою і втрачають здатність розчинятися. Цей процес називається фотополімеризацією.
Принцип отримання друкувальних елементів є ідентичним для всіх видів друку, крім трафаретного. При експонуванні через негатив під дією ультрафіолетових променів у шарі фотополімеру відбувається фотополімеризація й утворюються нерозчинні ділянки. Ці ділянки і є друкувальними елементами, на які пізніше наносять фарбу. У трафаретних друкарських формах нерозчинні ділянки є проміжними елементами, а ділянки, де фотополімери розчиняються, — друкувальними елементами. Фотополімерні форми мають ряд переваг перед металевими: — процес виготовлення фотополімерних друкарських форм швидкий, доступний, дешевий; — при їх використанні поліпшуються умови праці та не забруднюється довкілля; — друкарські форми порівняно з іншими добре сприймають і віддають фарбу; — використання фотополімерів значно скорочує витрати кольорових металів; — форми стійкі до дії в'яжучих фарб і змивальних речовин; — можуть відтворювати дрібні зображення на відбитку; — мають високу тиражостійкість.
Проте фотополімерні форми важко піддаються корегуванню, вимагають високої якості негативів, формний матеріал не піддається повторній переробці, фотополімери порівняно дорогі.